# Fulya (Şişli)
Fulya è un quartiere (in turco semt) del distretto di Şişli, nella provincia di Istanbul, in Turchia. 

## Geografia
Il quartiere si estende lungo il vecchio letto del torrente che scende ripido da Mecidiyeköy verso sud, ed è oggi conosciuto come Fulya, dal nome del torrente stesso. Confina con i quartieri di Teşvikiye, Meşrutiyet (Nişantaşı), 19 Mayıs, Şişli Merkez, Mecidiyeköy, Gülbahar e Dikilitaş. Grazie alla sua vicinanza a Mecidiyeköy, Fulya è una zona prevalentemente residenziale, ed  è diventato uno dei maggiori centri residenziali di Şişli. All'interno dei confini di Fulya si trovano alcuni "residence" (ad esempio, Şişli Plaza e Polat Tower) e diverse aziende ospedaliere.

## Trasporti
Oltre a diverse linee di autobus, Fulya possiede una stazione sulla linea M7 della metropolitana di Istanbul.